# ハウプトマン (小惑星)
ハウプトマン (8381 Hauptmann) は、小惑星帯に位置する小惑星。ドイツの天文学者フライムート・ベルンゲンがテューリンゲン州タウテンブルクのカール・シュヴァルツシルト天文台で発見した。
ドイツの劇作家、小説家、詩人で、1912年にノーベル文学賞を受賞したゲアハルト・ハウプトマンに因んで命名された。